# Cristograma
Un cristograma és un monograma o una combinació de lletres que forma una abreviatura per al nom de Jesucrist, tradicionalment utilitzat com un símbol cristià.

## Els diferents cristogrames

### El crisma o XP
El primer monograma per designar Jesús no està inspirat en el seu nom sinó en el seu títol de majestat «Christos» (l'ungit del Senyor), abreujat en XP, les lletres khi (X) i ro (P) de l'alfabet grec. El crismó sovint s'inscriu en un cercle, signe geomètric de la perfecció divina.

### Alfa i Omega (A Ω)
Les dues lletres de l'alfabet grec l'alfa i l'omega, associades com Alfa i omega es refereixen a l'Apocalipsi de Sant Joan. Símbols de l'eternitat de Déu (Apocalipsi, 22:13), signifiquen que el Crist es troba a l'origen i al final de tot. Dit d'una altra manera, tradueixen l'encarnació i l'eternitat del Senyor.

### ΙΧΘΥΣ o ICHTHUS
El mot grec ΙΧΘΥΣ significa peix. Al principi del cristianisme aquest símbol era emprat pels cristians per reconèixer-se entre ells. Cada lletra del mot apel·la a Jesús: Ἰησοῦς Χριστὸς Θεοῦ Υἱὸς Σωτήρ — "Iésous Christós Theoú Uiós Soter" (Jesucrist, Fill de Déu, Salvador).

### IHS
El monograma IHS, que es troba sovint en ornaments litúrgics, és una abreviació i una transliteració imperfecta del nom de Jesús de Natzaret en grecc: IHΣOYΣ (IESOUS) - IHΣ (IES)
Quan el llatí esdevingué la llengua dominant del Cristianisme, el monograma fou mal comprès, l'eta grega (en majúscules), era idèntica a la lletra llatina H. El monograma es convertí en I.H.S. i interpretat lliurement com a IHSV IN HOC SIGNO VINCES de l'emperador Constantí I el Gran («Amb aquest signe venceràs», mots que Constantí afirma haver sentit abans de la batalla del Pont Milvi el 312 dC), o com IESUS, HOMINUM SALVATOR («Jesús, Salvador dels homes»), IESUM HABEMUS SOCIUM («Tenim Jesús per company») o fins i tot IESUS, HOMO, SALVATOR («Jesús, Home, Salvador»).

### INRI
INRI és l'acrònim de la inscripció llatina «Iesus Nazarenus Rex Iudæorum», que es pot traduir en català com «Jesús de Natzaret, rei dels jueus». Es tracta de la inscripció que fou posada pels romans en la veracreu en la crucifixió de Jesús, condemnat a mort pel procurador romà de Judea Ponç Pilat (Joan, 19:19-20).

## Galeria d'imatges

Escut del bisbat anglicà de la Trinitat (Carib)
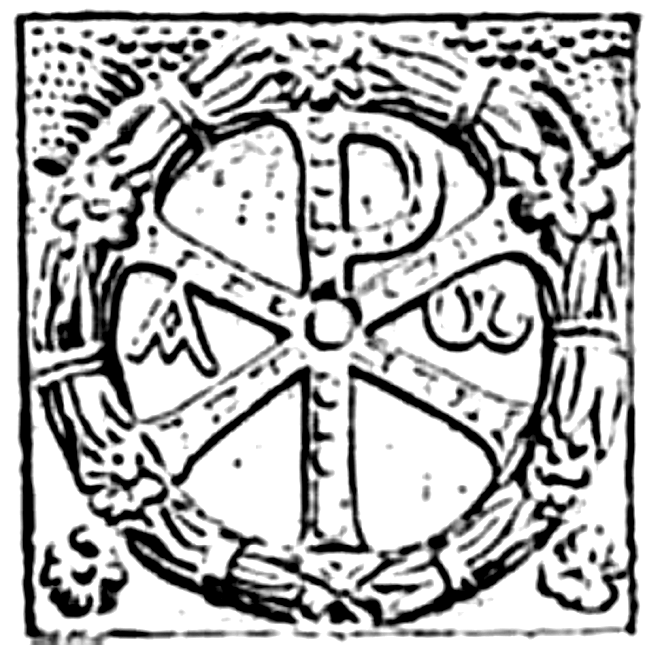
Làbarum
IHS en forma quasi medieval
IHS o JHS cristograma de la cristiandat occidental
Segell de la Companyia de Jesús
Crismó
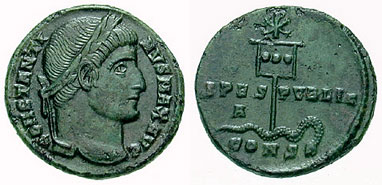
Una moneda de Constantí (337) amb una representació del seu làbarum plantat en una serp.
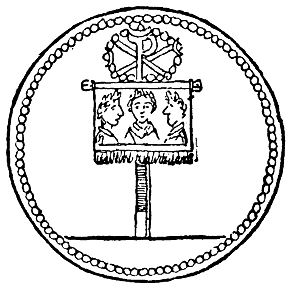
Làbarum de Constantí, a partir d'una medalla de plata antiga
ICHTHUS